# Església de Santiago Apòstol (Sama)
L'Església de Santiago Apòstol és un temple de la localitat asturiana de Sama, dins del municipi de Llangréu.

## Història i estil
El temple immediatament anterior es dedicava a Sant Eulogi, similar a l'actual, però més senzill i de menor alçada, construït al segle xix amb motiu del creixement demogràfic de la zona; aquest va ser destruït durant la Revolució d'octubre de 1934.
Després de la fi de la guerra civil espanyola es va reconstruir, però se n'augmentà la mida afegint dues naus laterals i augmentant l'altura a les torres. Després de la reconstrucció es va consagrar a Santiago, apòstol en nom del qual se celebraven festes patronals des de feia diverses dècades. El resultat és un temple neogòtic d'àmplies dimensions, sent un dels exemplars de Neogòtic més importants i de major grandària d'Astúries i de l'Estat.
L'edifici s'alça sobre un podi, en ple centre del districte de Sama, al començament del carrer Dorado, cosa que fa ressaltar més la seva esveltesa. Consta d'una arcada formada per tres obertures. En la central es veu la porta d'entrada amb un timpà i Pantocràtor. A cada costat s'alcen dues torres d'agulla de 47 metres d'altura. Entre elles es disposa una balustrada, una rosassa i la figura de Santiago per rematar l'estructura amb una creu llatina.
Tant les torres com els laterals es decoren amb arcs apuntats, arcbotants i pinacles que contribueixen a donar sensació de verticalitat a l'edifici, tècnica pròpia del gòtic. Al campanar de la torre dreta hi ha uns gravats portats de l'Ermita del Carbayu, que daten de 1630.
Durant el 2010 es va dur a terme una restauració de la mateixa amb caràcter d'urgència, degut a uns desprendiments ocasionals de diferents elements arquitectònics, que va ascendir a uns 350.000 euros de cost.